# Indolestes alleni
Indolestes alleni – gatunek ważki z rodziny pałątkowatych (Lestidae).